# Liste von Persönlichkeiten der Stadt Iwano-Frankiwsk
Die folgende Liste enthält Personen, die in der heute ukrainischen Stadt Iwano-Frankiwsk (russisch Ивано-Франковск Iwano-Frankowsk, polnisch Stanisławów, deutsch Stanislau, bis 1962 Stanislaw, Станислав, ukrainisch Stanyslawiw Станиславів) geboren wurden sowie solche, die zeitweise dort gelebt und gewirkt haben, jeweils chronologisch aufgelistet nach dem Geburtsjahr. Die Liste erhebt keinen Anspruch auf Vollständigkeit.

## In Iwano-Frankiwsk geborene Persönlichkeiten

### Bis 1900

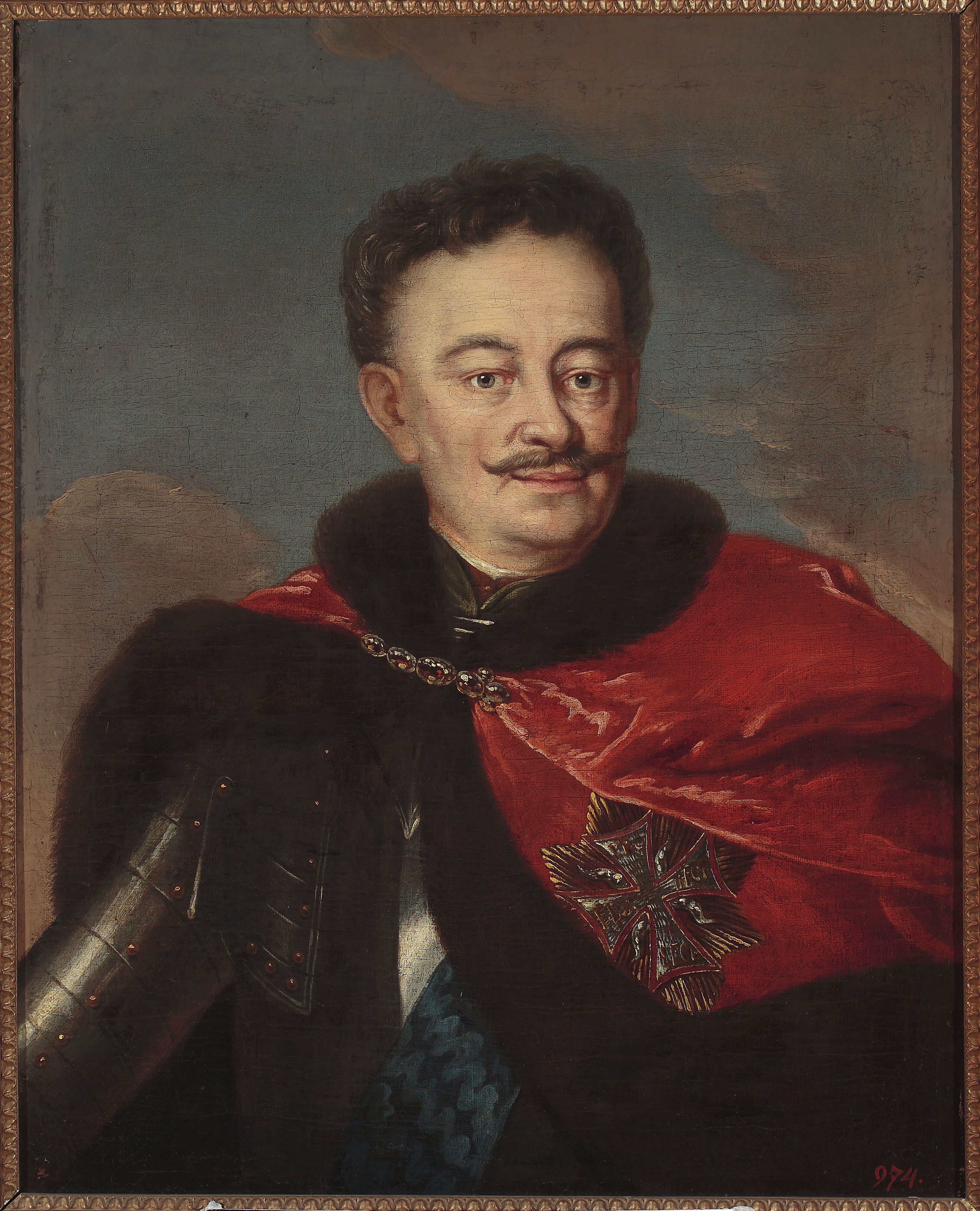
Józef Potocki

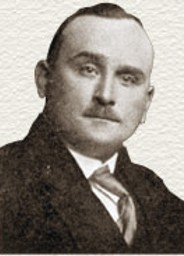
Stepan Wytwyzkyj

- Józef Potocki (1673–1751), Großhetman der polnischen Krone
- Maurycy Goslawski (1802–1834), polnischer Dichter und Publizist
- Albin Dunajewski (1817–1894), römisch-katholischer Kardinal
- Julian von Dunajewski (1821–1907), Gelehrter und Ökonom, 1880 bis 1891 k.k. österreichischer Finanzminister
- Karpel Lippe (eigentlich Nathan Petachja, 1830–1915), Arzt im rumänischen Jassy und Zionist
- Agaton Giller (1831–1887), polnischer Historiker, Publizist und Freiheitskämpfer
- Adolf Robinson (1838–1920), österreichischer  Opernsänger
- Moses Horowitz (1844–1910), jiddischer Theaterschriftsteller und Theaterleiter
- Wilhelm Rubiner (1851–1925), Schriftsteller
- Theodor Zöckler (1867–1949), evangelischer Superintendent und Gründer der Zöcklerschen Anstalten in der Stadt
- Josef Czikel (1873–1973), österreichischer und polnischer Offizier
- Alfred Johann Theophil Jansa von Tannenau (1884–1963), Offizier des österreichischen Bundesheeres
- Stepan Wytwyzkyj (1884–1965), ukrainischer Jurist, Diplomat und Politiker
- Jakob Löw (1887–1968), österreichischer Bildhauer und Bildschnitzer
- Ilja Watenberg (1887–1952), Mitglied des Jüdischen Antifaschistischen Komitees (JAFK)
- Arthur Kolnik (1890–1972), Illustrator und Maler
- Stanisław Sosabowski (1892–1967), polnischer General im Zweiten Weltkrieg
- Jerzy Kuryłowicz (1895–1978), polnischer Sprachwissenschaftler und Indogermanist
- Maria von Ostfelden (1896–1971), Schauspielerin und Theaterleiterin
- Iwan Slesjuk (1896–1973), Bischof der Ukrainischen Griechisch-Katholischen Kirche
- Max Schur (1897–1969), Arzt und Psychoanalytiker, seit 1928 Leibarzt von Sigmund Freud
- Daniel Falk (1898–1990), österreichisch-US-amerikanischer Geiger
- Adolf Sindler (1899–1965), Kinderarzt

### Ab 1901

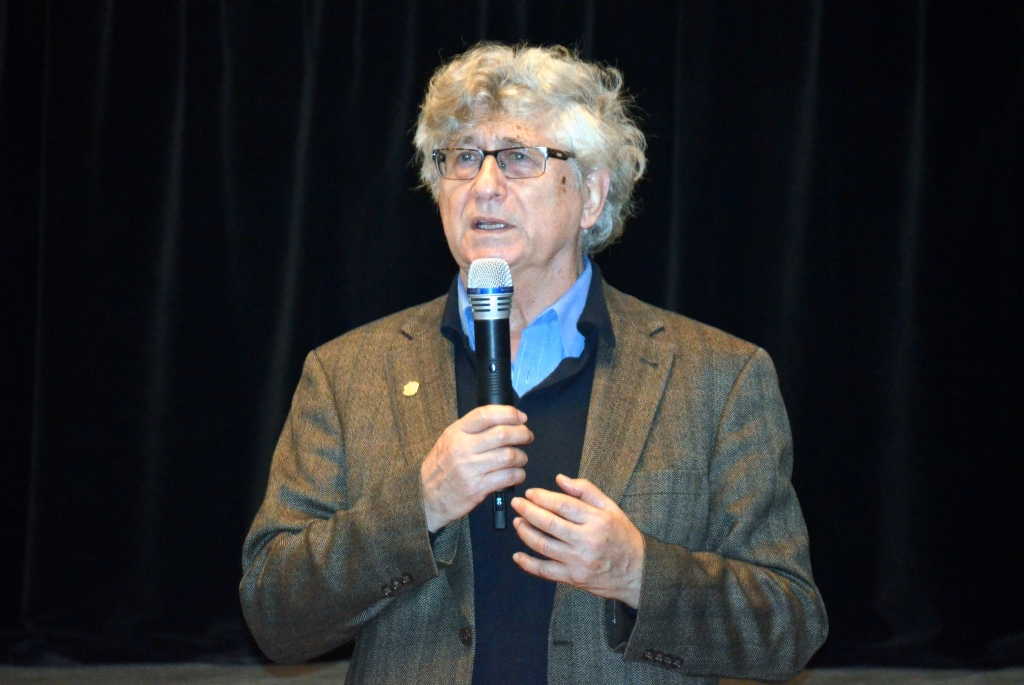
Feliks Falk

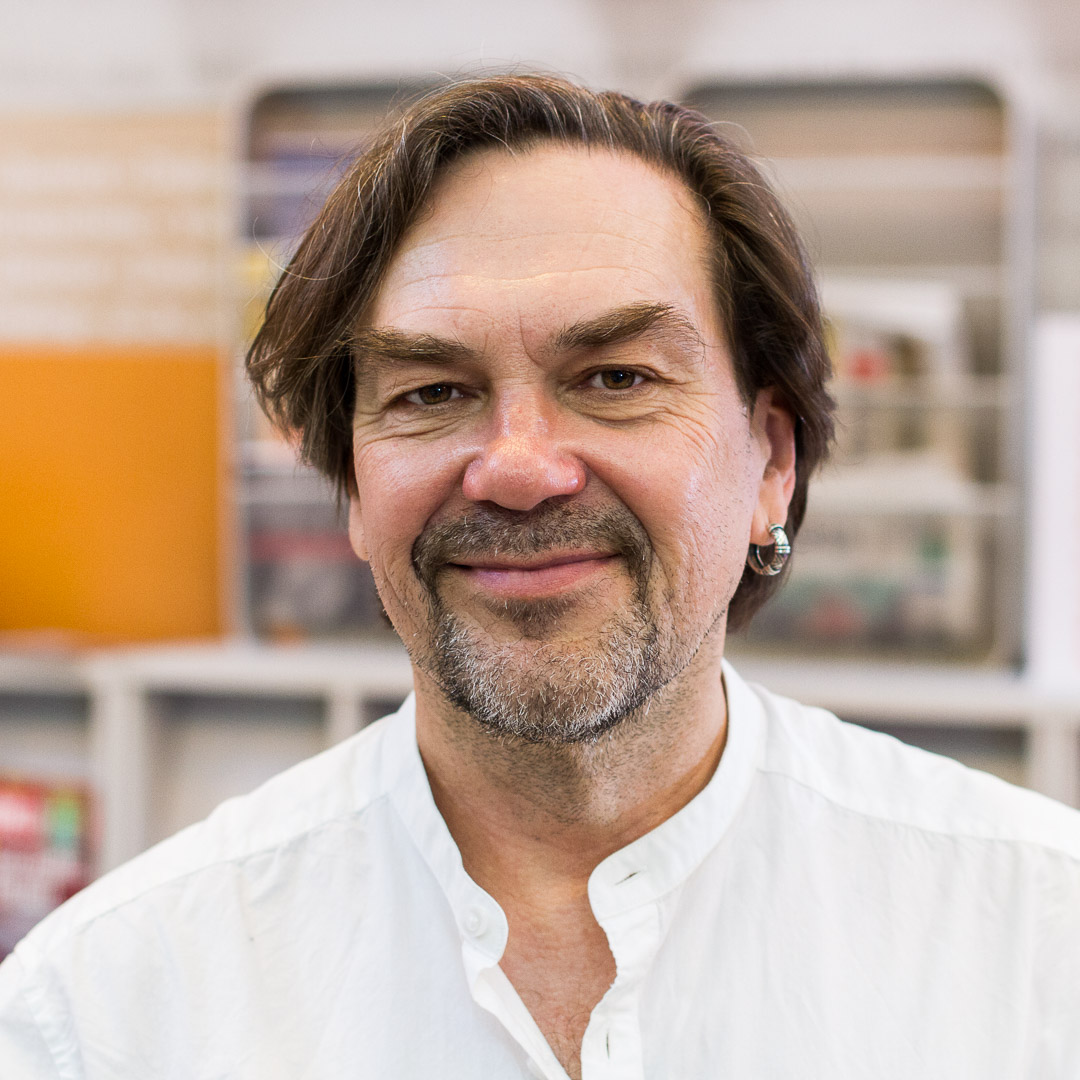
Jurij Andruchowytsch

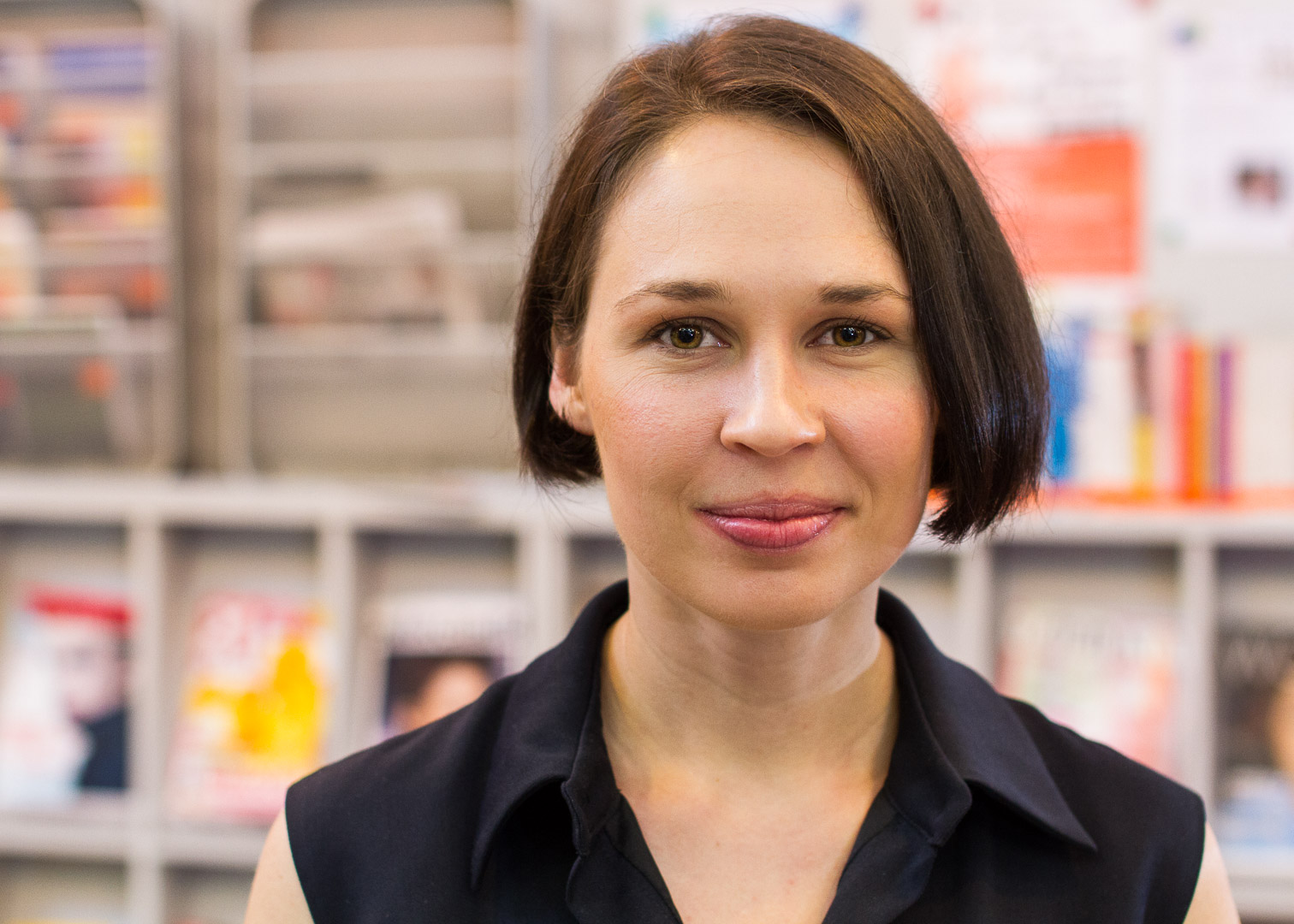
Sofija Andruchowytsch

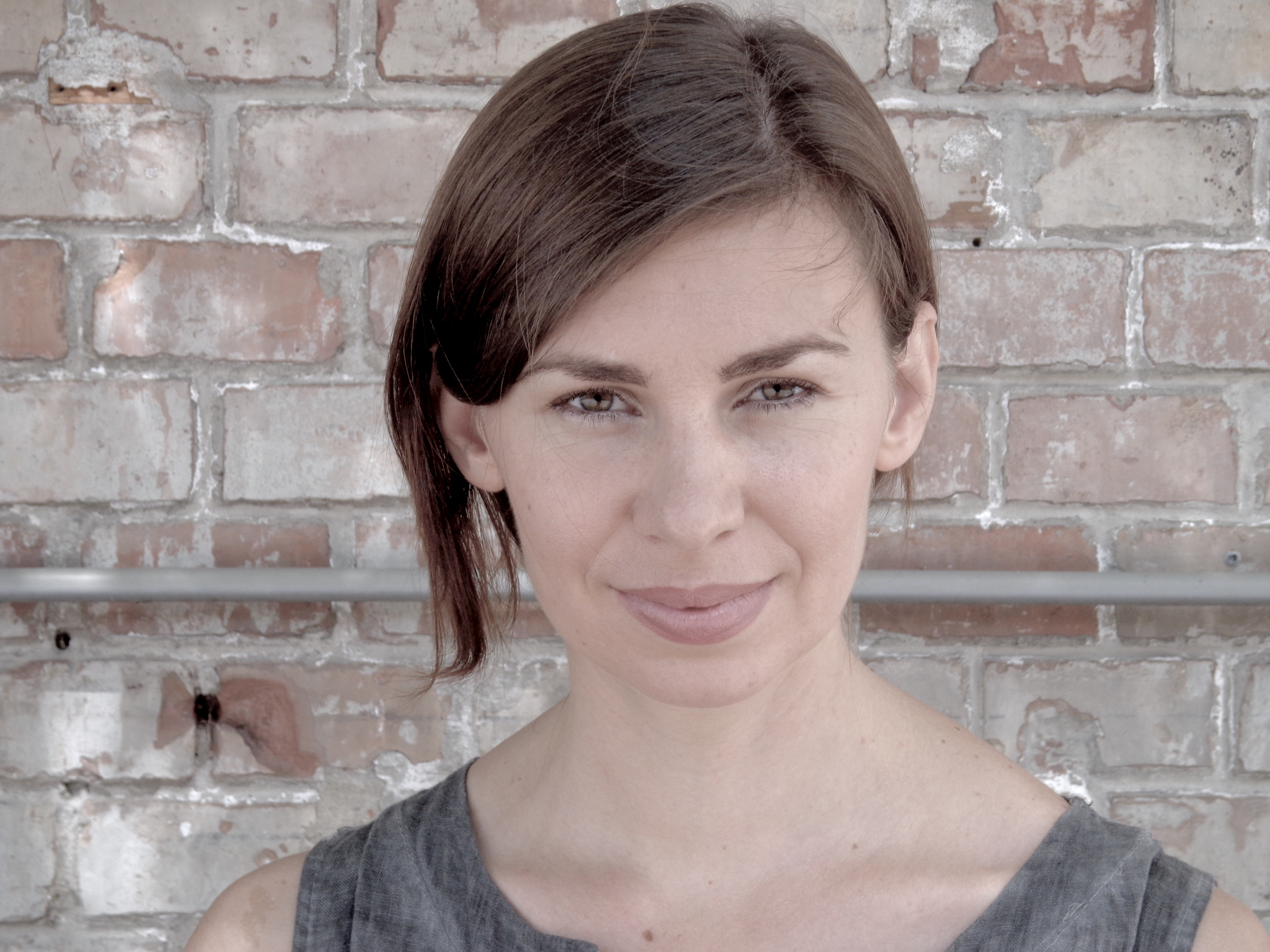
Tanja Maljartschuk

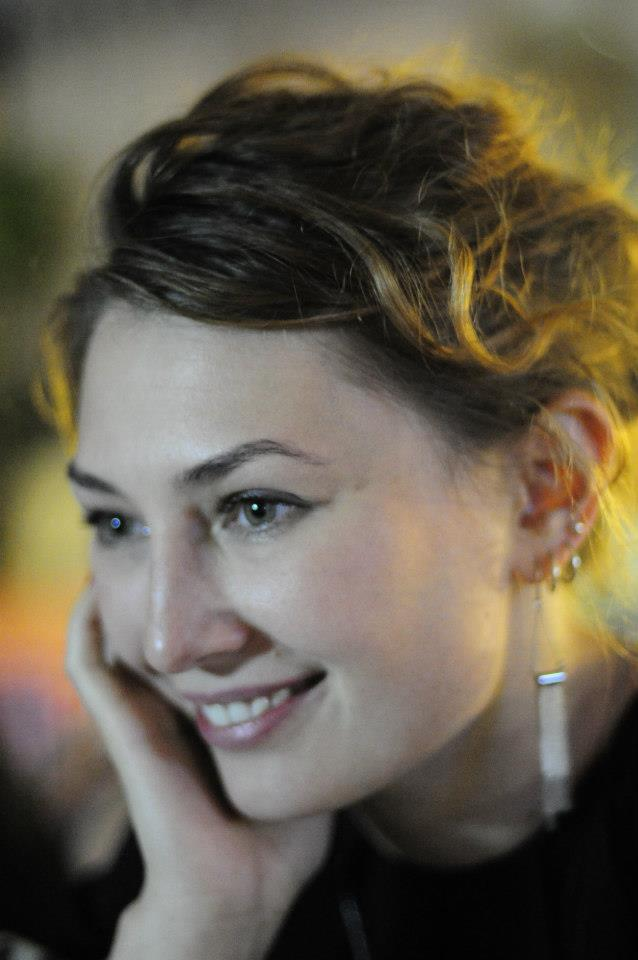
Kateryna Babkina

- Erich A. Bardon (1901–1957), Künstler
- Leonard Steckel (1901–1971), Schauspieler, Hörspielsprecher und Regisseur
- Christian Opdenhoff (1902–1975), deutscher Politiker (NSDAP) und SS-Führer
- Arthur F. Burns (1904–1987), US-amerikanischer Ökonom und Diplomat
- Bogusława Jeżowska-Trzebiatowska (1908–1991), Chemikerin und Hochschullehrerin
- František Kriegel (1908–1979), tschechoslowakischer Politiker
- Nathan Schwalb (1908–2004), Gewerkschafter, Delegierter des Hechaluz und der Histadrut
- John Banner (1910–1973), US-amerikanischer Schauspieler
- Andrzej Wohl (1911–1998), polnischer Sportsoziologe und Sportphilosoph
- Manfred Lachs (1914–1993), polnischer Diplomat, Richter am internationalen Gerichtshof in Den Haag
- Wolodymyr Flys (1924–1987), Komponist, Musikwissenschaftler und Hochschullehrer
- Alfreda Markowska (1926–2021), polnische Romni und Kinderretterin während der Zeit des Nationalsozialismus
- Pawlo Wassylyk (1926–2004), Bischof der Ukrainischen Griechisch-Katholischen Kirche
- Zbigniew Cybulski (1927–1967), polnischer Schauspieler
- Jan Bochenek (1931–2011), polnischer Gewichtheber
- Henriette Kretz (* 1934), Holocaust-Überlebende
- Daniel Passent (1938–2022), polnischer Journalist
- Feliks Falk (* 1941), polnischer Filmregisseur, Theater- und Drehbuchautor
- Anna Seniuk (* 1942), polnische Schauspielerin
- Swetlana Alexandrowna Alexijewitsch (* 1948), belarussische Schriftstellerin
- Wira Bryndsej (* 1952), Eisschnellläuferin
- Demetrius Hryhorak (* 1956), griechisch-katholischer Bischof von Butschatsch
- Jurij Andruchowytsch (* 1960), Schriftsteller
- Jaroslaw Melnyk  (* 1960), Philologie, Linguist und Slawist
- Jossafat Oleh Howera (* 1967), Erzbischöflicher Exarch von Luzk
- Taras Prochasko (* 1968), Journalist und Schriftsteller
- Roman Wirastjuk (1968–2019), Kugelstoßer
- Ruslan Kostaba (* 1968), politischer Aktivist
- Jurko Prochasko (* 1970), Essayist, Germanist, Schriftsteller und Übersetzer
- Tymofij Hawryliw (* 1971), Schriftsteller, Blogger, Übersetzer, Literaturtheoretiker und Kolumnist
- Wassyl Howera (* 1972), griechisch-katholischerGeistlicher, Apostolischer Administrator von Kasachstan
- Jewhen Nyschtschuk (* 1972), Schauspieler, politischer Aktivist und Politiker
- Sergey Osovic (* 1973), österreichischer Sprinter
- Oleksandr Semchuk (* 1976), Violinist und Musiklehrer
- Sofija Andruchowytsch (* 1982), Schriftstellerin, Essayistin und Übersetzerin
- Julija Kljukowa (* 1982), Freestyle-Skierin
- Tanja Maljartschuk (* 1983), Schriftstellerin
- Mykola Kowaltschuk (* 1984), Jurist, Insolvenzverwalter und Funktionär im Bereich des Profiboxens
- Kateryna Babkina (* 1985), Dichterin, Schriftstellerin, Dramaturgin und Übersetzerin
- Jaroslaw Hodsjur (* 1985), ukrainisch-russischer Fußballspieler
- Yuriy Sych (* 1985), Jazzmusiker
- Nadija Didenko (* 1986), Freestyle-Skierin
- Nadija Parfan (* 1986),  Filmproduzentin, Filmregisseurin
- Alexander Slabinsky (* 1986), britischer Tennisspieler
- Chrystyna Stuj (* 1988), Sprinterin
- Halyna Obleschtschuk (* 1989), Kugelstoßerin
- Anna Sajatschkiwska (* 1991), Miss Ukraine 2013
- Yuriy Vasyliv (* 1993), deutscher Radrennfahrer
- Tamara Smbatjan (* 1995), Handballspielerin
- Ljudmyla Lusan (* 1997), Kanutin
- Anhelina Brykina (* 2004), Freestyle-Skierin
- SadSvit (* 2004), Synthiepop-Künstler und Singer-Songwriter
- Anna Laschtschewska (* 2007), Turnerin